# Orzełówka (Białoruś)
Orzełówka (biał. Ажулаўка, Ażułauka; ros. Ожуловка, Ożułowka) – wieś na Białorusi, w obwodzie grodzieńskim, w rejonie ostrowieckim, w sielsowiecie Gierwiaty.

## Historia
W dwudziestoleciu międzywojennym zaścianek leżący w Polsce, w województwie wileńskim, w powiecie wileńsko-trockim, do 1 kwietnia 1927 w gminie Worniany, następnie w gminie Michaliszki/Gierwiaty.
Po II wojnie światowej w granicach Związku Sowieckiego. Od 1991 w niepodległej Białorusi.